# Povestirile Rățoiului (serial TV din 2017)
Povestirile Rățoiului (engleză DuckTales) este un serial de televiziune animat american dezvoltat de Matt Youngberg și Francisco Angones și produs de Disney Television Animation. Serialul este un reboot a serialului original din 1987 cu același nume, însuși o adaptare a Uncle Scrooge și a altor personaje din universul Duck create de Carl Barks, care se concentrează pe viețile lui Scrooge McDuck și a familiei sale în timp ce aceștia se implicau într-o varietate de aventuri în întreaga lume, și de asemenea în orașul fictiv Rațburg. Reboot-ul însuși se concentrează în principal pe elemente noi și povești mai adânci de personaje, inclusiv o prezență mai mare a lui Donald Duck.
Serialul a avut premiera pe 12 august 2017 cu primul episod de 44 de minute pe Disney XD, înainte ca primul sezon să fie aprobat pentru difuzare din 23 septembrie al acestui an pe Disney XD. Din mai 2018 până în septembrie 2019, serialul a fost mutat pe Disney Channel pentru episoadele anterior nedifuzate din primul sezon și pentru al doilea sezon în întregime. Povestirile Rățoiului a revenit apoi pe Disney XD pentru al treilea sezon, și s-a încheiat cu un final de 67 de minute pe 15 martie 2021. Serialul a fost generat răspunsuri pozitive de către critici și audiență, și de asemenea o serie de cărți de benzi desenate, un podcast cu scenarii și o mulțime de scurtmetraje online.
În România, desenul animat a avut premiera pe 6 aprilie 2018 cu un episod special, urmat de premiera sezonului 1 din 16 aprilie 2018. În limba română, binecunoscuta vedetă și interpretă, Lidia Buble, a interpretat coloana sonoră a serialului animat.

## Poveste
Serialul prezintă aventurile îndrăznețe ale celui mai cunoscut trilionar din Duckburg, Scrooge McDuck în jurul lumii. El este în permanență însoțit de cei trei strănepoți ai săi neastâmpărați - Huey, Dewey și Louie, nepotul său cu temperament, Donald și personalul de încredere de la Conacul McDuck: șoferul/pilotul inimos și curajos, Launchpad McMac; menajeră serioasă, doamna Beakley; și strănepoata doamnei Beakley, Webby Vanderquack, o adolescentă aventurieră și noua prietenă feroce a tripleților. După ce o reuniune de familie îi aduce laolaltă pe Scrooge, pe nepotul și strănepoții lui și un trecut epic, aceștia încep o viață mult mai incitantă decât și-au imaginat vreodată. Viața este ca un uragan în Macburg, o metropolă importantă și foarte agitată, unde locuiesc o mulțime de afaceriști competitivi și oportuniști, dar și ființe supranaturale – care vor să se răzbune pe Scrooge și pe apropiații săi.

## Personaje
| Personaj          | Voce            |
| ----------------- | --------------- |
| Scrooge McDuck    | David Tennant   |
| Huey Duck         | Danny Pudi      |
| Dewey Duck        | Ben Schwartz    |
| Louie Duck        | Bobby Moynihan  |
| Webby Vanderquack | Kate Micucci    |
| Launchpad McQuack | Beck Bennett    |
| Mrs. Beakley      | Toks Olagundoye |
| Donald Duck       | Tony Anselmo    |

## Episoade
| N/o          | Premiera originală | Premiera în România | Titlu român                                                         | Titlu englez                                  |  |
| ------------ | ------------------ | ------------------- | ------------------------------------------------------------------- | --------------------------------------------- |  |
|              |                    |                     |                                                                     |                                               |  |
| PRIMUL SEZON |                    |                     |                                                                     |                                               |  |
|              |                    |                     |                                                                     |                                               |  |
| 01           | 12.08.2017         | 30.03.2018          | Luu-u!                                                              | Woo-oo!                                       |  |
| 02           | 23.09.2017         | 16.04.2018          | Excursie de o zi!                                                   | Daytrip of Doom!                              |  |
| 03           | 23.09.2017         | 17.04.2018          | Urmărirea marelui bănuț!                                            | The Great Dime Chase!                         |  |
| 04           | 30.09.2017         | 18.04.2018          | Masacrul de ziua lui Beagle!                                        | The Beagle Birthday Massacre!                 |  |
| 05           | 07.10.2017         | 19.04.2018          | Teroarea Terra-fiermerilor!                                         | Terror of the Terra-firmians!                 |  |
| 06           | 14.10.2017         | 20.04.2018          | Casa din satul lui norocos!                                         | The House of the Lucky Gander!                |  |
| 07           | 21.10.2017         | 23.04.2018          | Stagiul infernal al lui Mark Știuc!                                 | The Infernal Internship of Mark Beaks!        |  |
| 08           | 28.10.2017         | 24.04.2018          | Mumii vii din Toth-Ra!                                              | The Living Mummies of Toth-Ra!                |  |
| 09           | 02.12.2017         | 25.04.2018          | Vârful imposibil al Muntelui Neverest                               | The Impossible Summit of Mt. Neverrest!       |  |
| 10           | 21.03.2018         | 06.08.2018          | Sulița Selenei                                                      | The Spear of Selene!                          |  |
| 11           | 28.03.2018         | 07.08.2018          | Ai grijă la sistemul B.U.D.D.Y                                      | Beware the B.U.D.D.Y. System!                 |  |
| 12           | 04.05.2018         | 08.08.2018          | Legăturile pierdute din Moonshire                                   | The Missing Links of Moorshire!               |  |
| 13           | 11.05.2018         | 09.08.2018          | McMistere la McConacul McDuck                                       | McMystery at McDuck McManor!                  |  |
| 14           | 16.06.2018         | 10.08.2018          | Jaw$                                                                | JAW$!                                         |  |
| 15           | 23.06.2018         | 13.08.2018          | Laguna de aur a câmpiilor agoniei albe                              | The Golden Lagoon of White Agony Plains!      |  |
| 16           | 30.06.2018         | 14.08.2018          | Ziua singuri la părinți                                             | Day of the Only Child!                        |  |
| 17           | 07.07.2018         | 15.08.2018          | Dosarele confidențiale ale agentului 22                             | From the Confidential Case Files of Agent 22! |  |
| 18           | 14.07.2018         | 16.08.2018          | Cine este Gizmoduck?                                                | Who is Gizmoduck?!                            |  |
| 19           | 21.07.2018         | 17.08.2018          | Celălalt coș a lui Scrooge McDuck                                   | The Other Bin of Scrooge McDuck!              |  |
| 21           | 28.07.2018         | 18.08.2018          | Pirate, cine?                                                       | Sky Pirates...In the Sky!                     |  |
| 22           | 04.08.2018         | 19.08.2018          | Secretele castelului McDuck                                         | The Secret(s) of Castle McDuck!               |  |
| 23           | 11.08.2018         | 20.08.2018          | Ultima prăbușire a lui Sunchaser                                    | The Last Crash of the Sunchaser!              |  |
| 24-25        | 18.08.2018         | 21.08.2018          | Războiul umbreler-partea 1 Noaptea de vrajă, partea 2-Ziua rățoilor | The Shadow War!                               |  |
|              |                    |                     |                                                                     |                                               |  |

## Lansarea

### Difuzare
Pilotul de 44 de minute, intitulat Woo-oo !, a avut premiera la 12 august la ora 12:00 EST si a fost repetat consecutiv in urmatoarele 24 de ore. Două zile mai târziu, pe 14 august, pilotul a fost lansat și pe YouTube. De asemenea, pilotul a difuzat pe canalul Disney Channel la 17 septembrie 2017. Seria a avut premiera în mod oficial la 23 septembrie 2017, coincis cu aniversarea a 30-aa aniversării originale. La 1 mai 2018, spectacolul sa mutat la Disney Channel, cu noi episoade difuzate în zilele de vineri începând cu 4 mai 2018.
În Canada, pilotul a avut premiera pe Disney XD pe 12 august, iar seria completă a început pe 23 septembrie 2017. În Australia și Noua Zeelandă, spectacolul a avut premiera pe Disney Channel la 13 octombrie 2017. În Regatul Unit și Irlanda, pilotul a avut premiera pe Disney Channel la 4 noiembrie 2017. Seria plină a debutat pe 1 martie 2018 pe Disney XD.

### Marketing
Pe 10 martie 2017, o remorcă pentru seria difuzată pe Disney Channel în timpul premierii filmului Tangled: Before Ever After și pe 14 iunie 2017, secvența de titlu pentru seria, care include o reînregistrare a cântecului tematic scris de Mark Mueller și interpretat de Felicia Barton, a fost eliberat.

### Media
Un DVD intitulat Woo-oo!  a fost lansat pe 19 decembrie 2017. DVD-ul conține episodul pilot și toate cele 6 părți scurte din ”Bun Venit În Duckburg”.